# Маркон

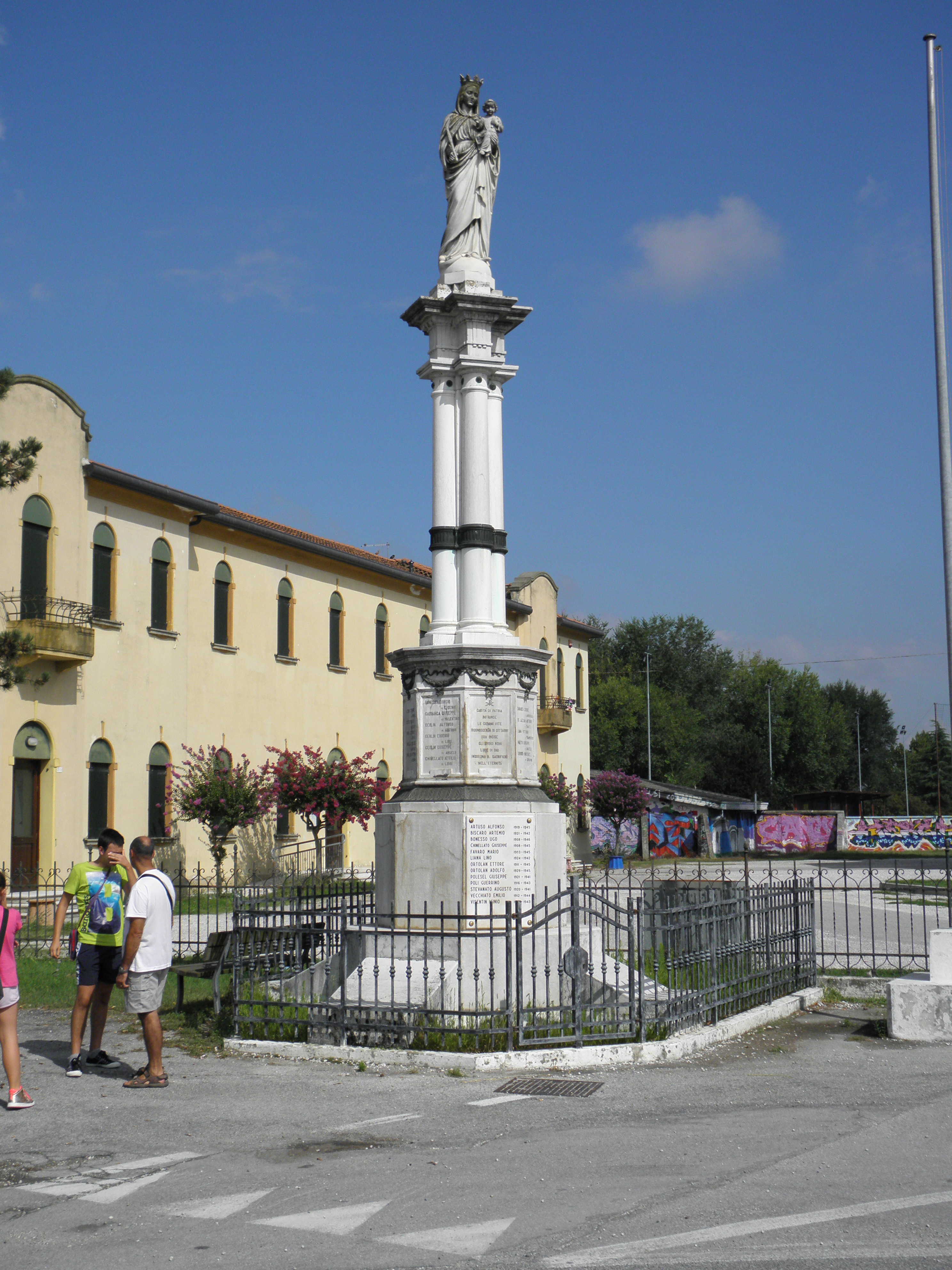
Військовий меморіал

Маркон (італ. Marcon, вен. Marcon) — муніципалітет в Італії, у регіоні Венето, метрополійне місто Венеція.
Маркон розташований на відстані близько 410 км на північ від Рима, 15 км на північ від Венеції.
Населення — 17 268 осіб (2014).
Щорічний фестиваль відбувається 23 квітня. Покровитель — святий Юрій.

## Демографія
Населення за роками:

Станом на 1 січня 2023 року в муніципалітеті офіційно проживали 994 іноземці з 66 країн, серед них 365 громадян країн Євросоюзу та 49 громадян України.

## Сусідні муніципалітети
- Мольяно-Венето
- Куарто-д'Альтіно
- Венеція